# بخش لانگوییئو
بخش لانگوییئو (به اسپانیایی: Departamento Languiñeo) یک منطقهٔ مسکونی در آرژانتین است که در استان چوبوت واقع شده‌است. بخش لانگوییئو ۱۵٬۳۳۹ کیلومتر مربع مساحت و ۳٬۰۱۷ نفر جمعیت دارد.